# U.S.S.R. (Eddy Huntington-dal)
A U.S.S.R című dal a brit popénekes Eddy Huntington debütáló kislemeze, mely 1986-ban jelent meg. A német slágerlistán csupán a 23. helyig jutott, melyet 19 hétig sikerült megtartania,  illetve Svájcban a 6. helyezést érte el, ahol 11. hétig volt slágerlistás.
A dal 1989-ben CD Maxi formátumban is megjelent.

## Megjelenések

### CD Maxi
Németország ZYX 6165-8
1. U.S.S.R - 5:53
2. Up & Down - 6:33
3. Meet My Friend - 6:08

### 12" maxi
Németország ZYX 5487
- A - U.S.S.R - 5:53
- B - You (Excess) Are - 5:20